# Nosara Airport
Nosara Airport är en flygplats i Costa Rica.   Den ligger i provinsen Guanacaste, i den västra delen av landet, 170 km väster om huvudstaden San José. Nosara Airport ligger 14 meter över havet.
Terrängen runt Nosara Airport är kuperad åt nordost, men åt sydväst är den platt. Havet är nära Nosara Airport åt sydväst. Runt Nosara Airport är det ganska glesbefolkat, med 31 invånare per kvadratkilometer. Närmaste större samhälle är Sámara, 17,3 km sydost om Nosara Airport.